# Брегенцький фестиваль

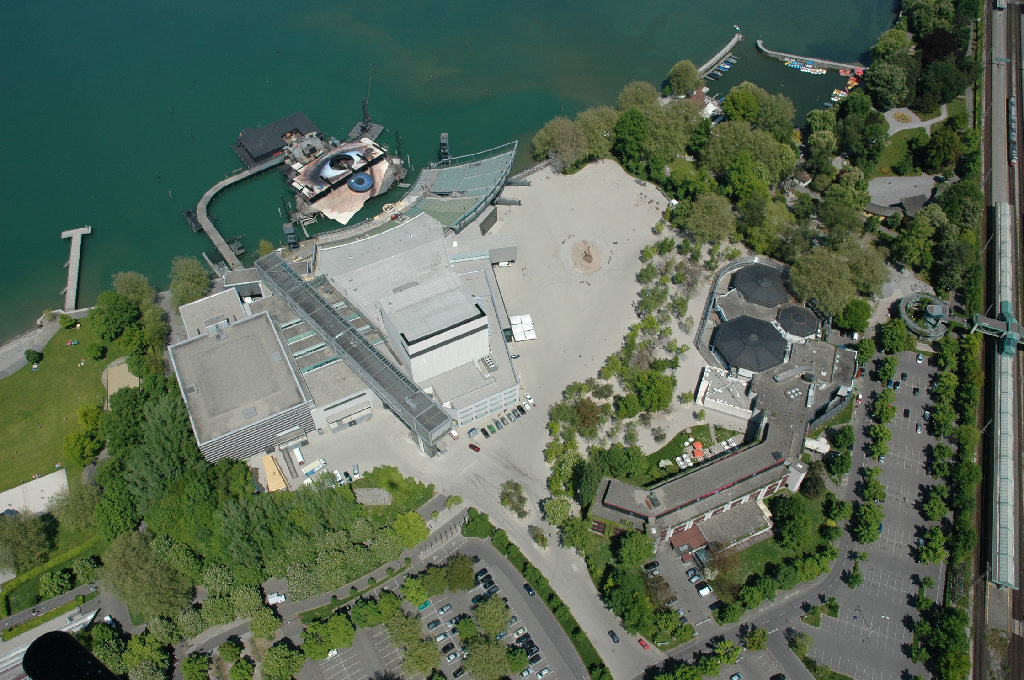
Вид з висоти пташиного польоту на сцену Брегенцького фестивалю (2008)

Брегенцький фестиваль (нім. Bregenzer Festspiele) — фестиваль мистецтв, що проходить щорічно в липні та серпні в австрійському місті Брегенц. Особливістю фестивалю є плавуча сцена на Боденському озері.

## Історія
Театральні виступи просто неба на березі Боденського озера почалися в 1911 році. Офіційне відкриття першого фестивального тижня в Брегенці відбулося в 1946 році через рік після закінчення Другої світової війни. На озері було створено дві сцени з барж: на одній грав Віденський симфонічний оркестр, на інший розташовувалися театральні декорації. Перша постійна сцена на воді з'явилася в 1950 році, а в 1955 році відкрилася будівля першого театру.
Єдиний раз, 1972 року, на озері були поставлені дві музичні вистави на двох сценах, усі інші роки центральним залишалося тільки один виступ. В 1979 році була побудована нова сцена на озері. З 1985 року центральна вистава фестивалю почала повторюватися два роки поспіль.
На противагу головній виставі, з 1988 року сцена у Фестивальному театрі надається незаслужено забутим операм, до участі в яких запрошуються тільки найкращі виконавці. Такий підхід обраний для популяризації творів, щоб надалі їх постановкою зацікавилися провідні театри світу.
Опера «Набукко», показана в 1993 і 1994 роках стала рекордною за кількістю глядачів: більш як 300 000 людей подивилися основні та додаткові демонстрації. У 1997 році на фестивалі з'явились нові напрями: вистави для дітей та кроскультурні виступи. За останні фестиваль удостоєний Державно премії Австрії за розвиток міжнародних відносин 1998 року.
У 2008 році майданчики фестивалю стали місцем зйомок фільм «Квант милосердя» з серіалу про Джейсма Бонда. Зйомки проходили в травні, під час репетицій опери «Тоска».
У 2015 році сумарна аудиторія фестивалю склала 228 000 осіб, з яких основну демонстрацію, оперу «Турандот», переглянула 171 000 глядачів, а пряму телевізійну трансляцію опери подивилося понад 1 млн осіб.
Художнім керівником фестивалю з грудня 2003 року є Девід Паунтні (англ. David Pountney), який змінив на цій посаді Альфреда Вопмана (нім. Alfred Wopmann).

## Майданчики фестивалю
В рамках фестивалю свої роботи показують представники різних музичних і театральних колективів, які виступали на різних майданчиках.
- Плавуча сцена (нім. Seebühne) — майданчик просто неба на Боденському озері з розташованим на березі амфітеатром на 7000 місць. На цьому майданчику проходять масштабні покази музичних вистав, у тому числі опер і балетів.
- Фестивальний театр (нім. Festspielhaus) — майданчик для показу рідко виконуваних класичних оперних вистав і концертів.
- Майстерня (нім. Werkstattbühne) — майданчик для сучасних театральних вистав й опер.
- Театр на зерновому ринку (нім. Theater am Kornmarkt) — майданчик для оперети та драматичних вистав.
- shed8/Театр «Космос» (нім. shed8/Theater Kosmos) — майданчик для драматичних вистав та кроскультурних показів.

З першого ж року фестиваль набув статусу міжнародного, оскільки участь у ньому взяли представники Німеччини, Швейцарії і Франції.
Постійним і одним із головних учасників фестивалю є Віденський симфонічний оркестр. Він виступає на власному майданчику, а також підтримує інші покази. На кожному творі в оркестру новий диригент, бо серед виступів ще проходить і конкурс диригування.